# 헤일리 조엘 오스먼트
헤일리 조엘 오스먼트(영어: Haley Joel Osment, 1988년 4월 10일 ~ )는 미국의 배우이다. 오스먼트는 영화 《포레스트 검프》에서 주인공의 아들 역할로 데뷔하며 1990년대 텔레비전과 영화에서 작은 역할을 한 후, M. 나이트 샤말란 감독의 스릴러 영화 《식스 센스》에서의 연기는 비평가들의 찬사를 받아 미국 아카데미상 최우수 남우조연상 후보로 지명되었다. 그는 스티븐 스필버그 감독의 《A.I.》와 미미 레더 감독의 《아름다운 세상을 위하여》를 포함한 여러 유명한 영화에서 주연 역할을 연기했다. 그는 존 레귀자모와 세드릭 더 엔터테이너가 출연한 데이비드 마멧 감독의 연극 《아메리칸 버팔로》의 단편 리바이벌로 2008년 브로드웨이 데뷔를 했다.

## 출연 작품

### 영화
| 연도 | 제목                                                                         | 역할                   | 참고                                       |
| ---- | ---------------------------------------------------------------------------- | ---------------------- | ------------------------------------------ |
| 1994 | 포레스트 검프 Forrest Gump                                                   | 포레스트 검프 주니어   |                                            |
| 1994 | 라이프세이버 Mixed Nuts                                                      | 작은 소년              |                                            |
| 1995 | 기쁠 때나 슬플 때나 For Better or Worse                                      | 대니                   |                                            |
| 1996 | 보거스 Bogus                                                                 | 앨버트 프랭클린        |                                            |
| 1997 | 미녀와 야수: 마법의 크리스마스 Beauty and the Beast: The Enchanted Christmas | 칩 (목소리)            | 감독판 비디오                              |
| 1999 | 식스 센스 The Sixth Sense                                                    | 콜 시어                |                                            |
| 1999 | 아이 리멤버 에이프릴 I'll Remember April                                     | 피위 클레이튼 역       |                                            |
| 2000 | 아름다운 세상을 위하여 Pay It Forward                                        | 트레버 맥키니          |                                            |
| 2000 | 스팟 더 더그 Spot the Dog                                                    | 스팟 더 더그 (목소리)  | 감독판 비디오                              |
| 2001 | A.I. A.I. Artificial Intelligence                                            | 데이빗                 |                                            |
| 2001 | 엣지 오브 더 로드 Edges of the Lord                                          | 로메크                 |                                            |
| 2002 | 노틀담의 꼽추 2' 'The Hunchback of Notre Dame II                             | 제퍼 (목소리)          | 감독판 비디오                              |
| 2002 | 컨트리 베어스 The Country Bears                                              | 비어리 배링턴 (목소리) |                                            |
| 2003 | 세컨핸드 라이온스 Secondhand Lions                                           | 월터 콜드웰            |                                            |
| 2003 | 정글북 2 The Jungle Book 2                                                   | 모글리 (목소리)        |                                            |
| 2007 | 홈 오브 더 쟈이언츠 Home of the Giants                                       | 로버트 "가" 가틀랜드   |                                            |
| 2010 | 몬타나 아마존 Montana Amazon                                                 | Womple Dunderhead      | 또한 총괄 프로듀서                         |
| 2012 | 지랄맞은 18세 Sassy Pants                                                    | 칩 하디                |                                            |
| 2013 | I'll Follow You Down                                                         | 에롤                   | 북미 이외 지역의 Continuum으로 개봉되었다. |
| 2014 | 터스크 Tusk                                                                  | 테디 크래프트          |                                            |
| 2014 | 섹스 에드 Sex Ed                                                             | 에드 콜                |                                            |
| 2015 | Wrestling Isn't Wrestling                                                    | 연극 관객              | 단편 영화                                  |
| 2015 | 더 월드 메이드 스트레이드 The World Made Straight                            | 생크                   |                                            |
| 2015 | 안투라지 Entourage                                                           | 트래비스 맥크레들      |                                            |
| 2016 | 미 힘 허 Me Him Her                                                          | 헤일리                 |                                            |
| 2016 | 요가 호저스 Yoga Hosers                                                      | 애드리언 아르캉        |                                            |
| 2016 | 올모스트 프렌즈 Almost Friends                                               | 벤                     |                                            |
| 2017 | Izzy Gets the F*ck Across Town                                               | 월트                   |                                            |
| 2017 | 카고 CarGo                                                                   | 대니 (더빙)            |                                            |
| 2019 | 나는 악마를 사랑했다 Extremely Wicked, Shockingly Evil and Vile              | 제리 톰슨              |                                            |
| 2024 | 블링크 트와이스 Blink Twice                                                  | 톰                     |                                            |

### 텔레비전
| 연도      | 제목                                           | 역할                             | 참고                                         |
| --------- | ---------------------------------------------- | -------------------------------- | -------------------------------------------- |
| 1994      | The Larry Sanders Show                         | 작은 소년                        | 에피소드: "The Fourteenth Floor"             |
| 1994      | Lies of the Heart: The Story of Laurie Kellogg | 카일                             | 텔레비전 영화                                |
| 1994–1995 | Thunder Alley                                  | 해리 터너                        | 27 에피소드                                  |
| 1995–1997 | The Jeff Foxworthy Show                        | Matt Foxworthy                   | 35 에피소드                                  |
| 1997      | Walker, Texas Ranger                           | 루카스 심스                      | 2 에피소드                                   |
| 1997      | Last Stand at Saber River                      | 데이비스 케이블                  | 텔레비전 영화                                |
| 1997–1998 | Murphy Brown                                   | 에이버리 브라운 #2               | 6 에피소드                                   |
| 1998      | Chicago Hope                                   | 나단 카카시                      | 에피소드: "Memento Mori"                     |
| 1998      | Touched by an Angel                            | 존 헨리                          | 에피소드: "Flights of Angels"                |
| 1998      | The Pretender                                  | 데이비 심킨스                    | 2 에피소드                                   |
| 1998      | The Lake                                       | 딜런 히데커                      | 텔레비전 영화                                |
| 1998      | Ransom of Red Chief                            | 앤디 도르셋                      | 텔레비전 영화                                |
| 1998      | Cab to Canada                                  | 바비                             | 텔레비전 영화                                |
| 1999      | Ally McBeal                                    | 에릭 스탤                        | 에피소드: "Angels and Blimps"                |
| 1999      | Hey Arnold!                                    | 컬리 감멜도프                    | 목소리 역할; "Deconstructing Arnold"         |
| 2000      | Buzz Lightyear of Star Command                 | 미카                             | 목소리 역할; "Lone Wolf"                     |
| 2000–2001 | 패밀리 가이 Family Guy                         | 여러 역할                        | 목소리 역할; 3 에피소드                      |
| 2005      | Immortal Grand Prix                            | 타케시 진                        | 목소리 역할 (영어 버전); 26 에피소드         |
| 2013–2014 | 알파 하우스 Alpha House                        | Shelby Mellman                   | 12 에피소드                                  |
| 2014      | The Spoils of Babylon                          | 윈스턴 멀하우스                  | 3 에피소드                                   |
| 2015      | The Spoils Before Dying                        | Alistair St. Barnaby-Bixby-Jones | 5 에피소드                                   |
| 2015–2016 | 코미디 뱅! 뱅! Comedy Bang! Bang!              | 슬로우 조이                      | 10 에피소드                                  |
| 2015      | Drunk History                                  | 키드 블링크                      | 에피소드: "Journalism"                       |
| 2016      | The Eric Andre Show                            | 게스트                           | 에피소드: "Dennis Rodman; Haley Joel Osment" |
| 2017–2018 | Teachers                                       | 데미언                           | 3 에피소드                                   |
| 2017      | 오아시스 Oasis                                 | 시                               | 아마존 파일럿 에피소드                       |
| 2017      | 실리콘 밸리 Silicon Valley                     | 키넌 펠드스파                    | 3 에피소드                                   |
| 2017      | 탑 기어 아메리카 Top Gear America              | 자신                             | 에피소드: "Drive Your Life"                  |
| 2017      | Future Man                                     | 닥터 스튜 카밀로                 | 3 에피소드                                   |
| 2018      | Swedish Dicks                                  | 데이브                           | 에피소드: "Floyd Cal Who"                    |
| 2018      | The X-Files                                    | 데이비 존스, 어린 존 제임스      | 에피소드: "Kitten"                           |

## 수상 및 후보
| 연도 | 작품                   | 시상식                                                      | 부문                                                                                            | 결과 |
| ---- | ---------------------- | ----------------------------------------------------------- | ----------------------------------------------------------------------------------------------- | ---- |
| 1994 | 포레스트 검프          | 젊은 예술가상(영 아티스트 어워드)                           | 장편영화 10세 이하 부문 최우수 젊은 남자연기상                                                  | 수상 |
| 1996 | 보거스                 | 젊은 예술가상(영 아티스트 어워드)                           | 장편영화 10세 이하 부문 최우수 젊은 남자연기상                                                  | 후보 |
| 1999 | 식스 센스              | 블록버스터 엔터테인먼트 어워드                              | 좋아하는 남자배우상 - 신인 부문 (인터넷으로 투표)                                               | 수상 |
| 1999 | 식스 센스              | 댈러스-포트워스 영화 비평가 협회                            | 최우수 남우조연상                                                                               | 수상 |
| 1999 | 식스 센스              | 플로리다 영화 비평가 협회                                   | 최우수 남우조연상                                                                               | 수상 |
| 1999 | 식스 센스              | 캔자스 시티 영화 비평가 협회]]                              | 최우수 남우조연상                                                                               | 수상 |
| 1999 | 식스 센스              | 라스베이거스 영화 비평가 협회                               | 최우수 남우조연상                                                                               | 수상 |
| 1999 | 식스 센스              | 라스베이거스 영화 비평가 협회                               | 아역상                                                                                          | 수상 |
| 1999 | 식스 센스              | 라스베이거스 영화 비평가 협회                               | 가장 유망한 배우상                                                                              | 수상 |
| 1999 | 식스 센스              | MTV 무비 어워드                                             | 최고의 신인상                                                                                   | 수상 |
| 1999 | 식스 센스              | MTV 무비 어워드                                             | 스크린 커플상 (브루스 윌리스)와 함께)                                                           | 후보 |
| 1999 | 식스 센스              | 온라인 영화 영화 비평가 협회                                | 최우수 남우조연상                                                                               | 수상 |
| 1999 | 식스 센스              | 온라인 영화 영화 비평가 협회                                | 스크린 데뷔상                                                                                   | 후보 |
| 1999 | 식스 센스              | [[새틀라이트상(국제비평가협회)                              | 영화부문 최우수 뉴 탤런트상                                                                     | 수상 |
| 1999 | 식스 센스              | 새턴상                                                      | 최우수 연기상 - 아역 부문                                                                       | 수상 |
| 1999 | 식스 센스              | 사우스이스턴 영화 비평가 협회                               | 최우수 남우조연상                                                                               | 수상 |
| 1999 | 식스 센스              | 틴 초이스 어워드                                            | 초이스 무비: 주목할만한 연기상                                                                  | 수상 |
| 1999 | 식스 센스              | 젊은 예술가상(영 아티스트 어워드)                           | 장편영화 최우수 연기 부문 - 젊은 남자주연상                                                     | 수상 |
| 1999 | 식스 센스              | 젊은 예술가상(영 아티스트 어워드)                           | 장편 영화 드라마 부문 - 최우수 젊은 남자상                                                      | 수상 |
| 1999 | 식스 센스              | 시카고 영화 비평가 협회                                     | 최우수 남우조연상                                                                               | 후보 |
| 1999 | 식스 센스              | 시카고 영화 비평가 협회                                     | 가장 유망한 배우상                                                                              | 후보 |
| 1999 | 식스 센스              | 크리틱스 초이스 영화상                                      | 최우수 아역연기상                                                                               | 수상 |
| 1999 | 식스 센스              | 골든 글로브상                                               | 영화부문 최우수 남우조연상                                                                      | 후보 |
| 1999 | 식스 센스              | 미국 배우 조합상(스크린 액터 길드 어워드)                   | 영화부문 최우수 남우조연상                                                                      | 후보 |
| 1999 | 식스 센스              | 미국 아카데미상                                             | 최우수 남우조연상                                                                               | 후보 |
| 2000 | 아름다운 세상을 위하여 | 블록버스터 엔터테인먼트 어워드                              | 좋아하는 남우조연상 - 드라마/로맨스 부문                                                        | 수상 |
| 2000 | 아름다운 세상을 위하여 | 젊은 예술가상(영 아티스트 어워드)                           | 장편영화 최우수 연기 부문 - 젊은 남자주연상                                                     | 수상 |
| 2001 | A.I.                   | 새턴상                                                      | 최우수 연기상 - 아역부문                                                                        | 수상 |
| 2001 | A.I.                   | 크리틱스 초이스 영화상                                      | 최우수 아역연기상                                                                               | 후보 |
| 2001 | A.I.                   | 엠파이어상                                                  | 최우수 남우주연상                                                                               | 수상 |
| 2001 | A.I.                   | 피닉스 영화 비평가 협회(Phoenix Film Critics Society Award) | 최우수 아역연기상                                                                               | 후보 |
| 2001 | A.I.                   | 젊은 예술가상(영 아티스트 어워드)                           | 장편영화 최우수 연기 부문 - 젊은 남자주연상                                                     | 후보 |
| 2002 | 노틀담의 꼽추          | 젊은 예술가상(영 아티스트 어워드)                           | 장편영화 최우수 연기상 - 목소리 역할 부문                                                       | 후보 |
| 2003 | 세컨핸드 라이온스      | 크리틱스 초이스 영화상                                      | 최우수 아역연기상                                                                               | 후보 |
| 2003 | 세컨핸드 라이온스      | 젊은 예술가상(영 아티스트 어워드)                           | 장편영화 최우수 연기 부문 - 젊은 남자주연상                                                     | 후보 |
| 2003 | 세컨핸드 라이온스      | 토니상                                                      | 최우수 라이징 스타상                                                                            | 후보 |
| 2003 | 정글북 2               | 월드 사운드트랙 어워드                                      | 영화 부문 최우수 오리지널 송 리튼상 (폴 그라보브스키, 로렌 피더, 메이 휘트먼, 코너 펑크와 함께) | 후보 |
| 2003 | 정글북 2               | 젊은 예술가상(영 아티스트 어워드)                           | 장편영화 최우수 연기상 - 목소리 역할 부문                                                       | 후보 |